# Ángela de Oliveira Cézar de Costa
Ángela (de) Oliveira Cézar de Costa (* 1860; † Juni 1940) war eine argentinische Friedensaktivistin.

## Leben
Geboren 1860, kam de Oliveira Cézar de Costa aus der argentinischen Provinz Entre Ríos. Kurz nach Beginn des 20. Jahrhunderts vermittelte sie einen Friedensvertrag zwischen Chile und ihrem Heimatland Argentinien, deren Beziehungen sich zuvor so weit verschlechtert hatten, dass auch ein Krieg möglich schien. Stein des Anstoßes waren unterschiedliche Auffassungen über die Ziehung der gemeinsamen Staatsgrenze; ein Kompromiss 1902, die sogenannten „Pactos de Mayo“ (deutsch etwa Pakte des Mais), beendete den Konflikt. Anschließend machte sich de Oliveira Cézar de Costa dafür stark, dass als Symbol des Friedens auf der Grenze zwischen Chile und Argentinien in den Anden eine Christusstatue errichtet wurde. Der sogenannte Cristo Redentor de los Andes wurde am 13. März 1904 feierlich enthüllt. Neben dem Geistlichen Marcolino del Carmelo Benavente war sie die treibende Kraft hinter der Errichtung der Statue gewesen, die bereits ein Jahr vorher als Friedensmahnung errichtet worden war, nun aber zum Symbol für die Unterzeichnung der Friedensverträge aufgestellt wurde. Später setzte sie sich auch dafür ein, dass ein Nachbau der Statue einen Platz im damals gerade errichteten Friedenspalast im niederländischen Den Haag fand. Anfang der 1910er Jahre zeitweise in Paris lebend, veröffentlichte de Oliveira Cézar de Costa auch eine französische Übersetzung eines Buches mit Artikeln über die Geschichte des Cristo Redentor de los Andes.
1908 gründete de Oliveira Cézar de Costa die Asociación Sud-Americana de Paz Universal. Die von ihr ausgearbeitete Verfassung der Organisation war weitgehend inspiriert durch ähnliche Vereinigungen in den Vereinigten Staaten. Daneben war sie Präsidentin der „Organisation christlicher Mütter“. Beide Organisationen hatten ihren Sitz in Buenos Aires. Um 1910 herum war sie zudem Mitglied der Kommission des Bureau International Permanent de la Paix. Ihr Friedensaktivismus erhielt ein großes Maß an Aufmerksamkeit. Bereits um 1904 lobte sie der damalige argentinische Präsident Julio Argentino Roca für ihren Beitrag zur Entschärfung des Konfliktes mit Chile. 1910 und 1911 wurde sie jeweils für ihre Bemühungen um die Beilegung des argentinisch-chilenischen Konfliktes für den Friedensnobelpreis nominiert, zunächst gemeinsam von sieben Mitgliedern des argentinischen Parlaments, dann vom argentinischen Friedensaktivisten Carlos Rodríguez Larreta und dem argentinischen Diplomaten Eduardo Wilde, die von verschiedenen argentinischen Politikern und Professoren unterstützt wurden. Sie war die erste für den Friedensnobelpreis nominierte Frau aus Lateinamerika. In ihrer Funktion als Mitglied der Kommission des Bureau International Permanent de la Paix machte sie 1911 dem Friedensnobelpreiskomitee selbst einen Vorschlag und nominierte die Asociación Sud-Americana de Paz Universal. Sie starb im Juni 1940.